# 米馬爾·希南
米馬爾·希南，又称科查·米馬爾·希南（鄂圖曼土耳其語：قوجو معمار سنان آغا‬，1480年代约1489/1490年—1588年4月9日），是鄂圖曼帝國蘇丹蘇萊曼一世、塞利姆二世及穆拉德三世的首席建築師及工程師。他在五十年間負責監督及建造鄂圖曼帝國的主要建築物。超過三百座建築物都以他的名字命名，除了一些樸素莊嚴的建築，如伊斯蘭學校。
他最傑出的作品是埃迪爾內的塞利米耶清真寺，最為著名的則是伊斯坦堡的蘇萊曼清真寺。他領導一個龐大的政府部門，訓練出一些著名的建築師，包括賽德夫哈爾·穆罕默德阿加，他是蘇丹艾哈邁德清真寺的建築師。他被視為鄂圖曼建築古典時期最偉大的建築師，由於藝術界地位和在世時間相似，他常與西方同一時代的建築師米開朗基羅作比較。米開朗基羅負責設計的聖伯多祿大殿及其高超的建築設計技術在伊斯坦堡並不陌生，他和李奧納多·達文西在1502年收到鄂圖曼帝國蘇丹巴耶济德二世的委託，在金角灣上建造橋樑。

## 人物背景

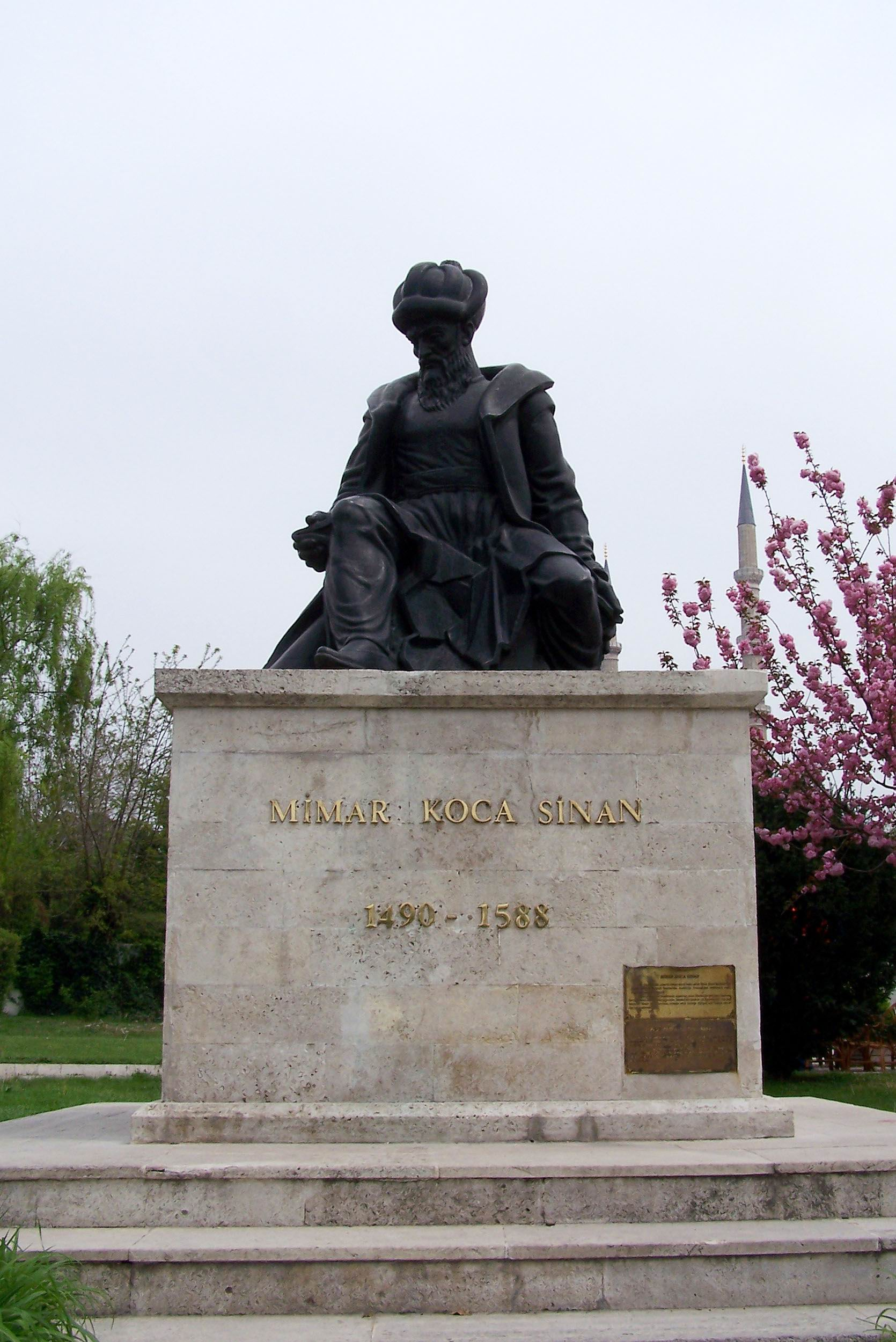
紀念希南塑像，攝於土耳其的埃迪爾內

有關希南的背景資料並不多，托卡比皇宮圖書館內有三個簡短的記錄是由希南向他的朋友穆斯塔法·沙艾口述的。在這些稿件裡，希南透露了一些他在年青及軍旅時期的詳細情況。根據這些稿件，希南是阿卜杜勒曼南的兒子（改信伊斯蘭教者的基督徒父親的匿名）。
希南於1489年出生於安那托利亞開塞利附近的小鎮阿伊爾納斯。
1512年，希南透過德夫希尔梅（Devşirme）系統進入鄂圖曼帝國的政治體系。他來到伊斯坦堡應徵進入土耳其新軍，他在來到伊斯坦堡後改信伊斯蘭教。由於他當時已時超過二十一歲，未被托卡比皇宮的恩德倫學校收錄，被轉薦至一間輔校。有資料顯示希南可能成為大維奇爾易卜拉欣帕夏（Pargalı İbrahim Pasha）的學徒。他可能在這裡得到希南這個伊斯蘭姓名，並學習木工和數學，很快就可以作為一些主要建築師的助手，接受建築師的培訓。
三年後，他已經是一個嫻熟的建築師及工程師，而在他成為土耳其新軍之前，他作為軍官學校學生受訓了超過六年。據一些資源所述，他可能參與塞利姆一世的最後一個軍事戰役，攻略羅得島，但塞利姆一世的逝世終止了這次行動。兩年後，他目堵了征服貝爾格萊德，他在第一次摩哈赤戰役作為皇家騎兵團的成員，該皇室騎兵團由蘇萊曼一世領導。他被提拔為皇家侍衛的隊長，領導學生軍訓步兵隊。後來，希南駐紮在奧地利，領導第62步槍團。希南的箭術高超，而同時作為一個建築師，他射倒一些建築物，以洞悉建築物的弱點。1535年，他作為皇家侍衛的司令官參與巴格達的戰事。1537年，他前往克基拉島、普利亞及摩爾多瓦偵察。
在這些戰役裡，希南證明了他是一位受過訓練及有能力的建築師及工程師。當鄂圖曼帝國攻陷開羅後，希南被提拔為首席建築師。在東面的戰線，希南協助建設防禦工事及橋樑，如橫越多瑙河的橋樑，又將教堂改建成清真寺。1535年在對波斯人的戰役裡，希南造船以供軍隊及大炮渡過凡湖。因此，他獲得「海賽克」的稱號，即蘇丹的貼身侍衛，軍階相等於土耳其新軍的阿迦。
吕特菲帕夏（Çelebi Lütfi Pasha）在1539年成為大維奇爾，他任命希南監督鄂圖曼帝國的建築及物料補給，如道路、供水系統及橋樑。他成為宮廷建築師的頭領，其權力較監察他的大臣更大，他培訓了一些助手及學生。

## 作品
作為隨軍工程師，希南透過實踐來累積經驗，不僅只是理論上的。這一點與西方文藝復興時期的建築師伯魯乃列斯基及米開朗基羅相同。
在希南開展建築師生涯之時，奧斯曼建築仍然相當務實。建築物純粹把此前的建築物複製，只是依照基本的設計建造。這些建築物就像一些碎件揍合一起，沒有一個完整的概念。建築師須描繪一些助手及工頭看得明白的圖則，避免一些新奇的建築意念。另外，當時的建築師在設計上動用過量的安全邊際，導致物料及勞工的浪費。希南的出現逐漸使奧斯曼建築產生轉變，他改變了這些建築習慣，透過革新來發揮及轉變傳統，以期達致完美。

### 早年 （至1550年代）

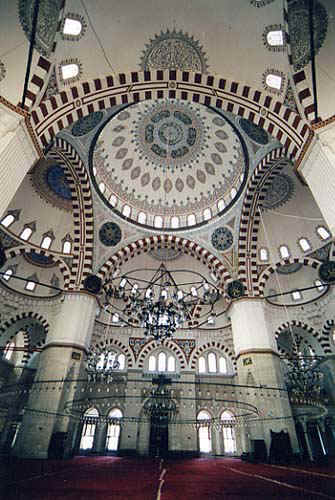
塞扎德清真寺

在這一段時期，希南仍然依照鄂圖曼建築的傳統模式設計建築，但他亦漸漸開始探索新的方式。在他的軍旅生涯裡，他得以研究歐洲及中東的一些重要建築。
他第一次建造的重要建築是位於敍利亞阿勒頗的胡斯若夫帕夏清真寺及其附屬的兩所伊斯蘭學校（Madrasah），建於1536至1537年的冬季，由於正值其統帥與阿勒頗統治者之間爆發的戰爭，工程倉卒完成，效果粗糙，也沒有經過任何修飾。
希南成為宮廷建築師以後的第一個任務是要為蘇萊曼一世的妻子柔克塞拉娜建造一個建築群。他得依照前任建築師的計劃建造。希南以此為基礎，並在其他部分沿用傳統的方式設計，沒有革新之處。不過，這已較阿勒頗的青真寺有所進步，也展示了一些優雅之處。這個建築群卻經過了多次翻新及修整。
1541年，希南開始為元帥海雷丁·巴巴羅薩（Hayreddin Barbarossa）構建陵墓。該陵墓選址於伊斯坦堡歐洲海岸上的貝希克塔斯（Beşiktaş），該處是巴巴羅薩以前召集艦隊的地方。奇怪的是，巴巴羅薩逝世後沒有葬在這個陵墓裡，而是葬在伊斯克雷清真寺旁。
米赫麗瑪蘇丹（Mihrimah Sultana）是蘇萊曼一世的獨生女及魯斯坦帕夏（Rüstem Pasha）的妻子，她委託希南於于斯屈达尔建造一座清真寺，輔有一所伊斯蘭學校、一所公共廚房及一所古蘭經學校。那所公共廚房已不復存在。這所伊斯克雷清真寺（Iskele Mosque）已展示出一些希南風格的特徵：宏大而高昂的圓拱頂、細長的清真寺尖塔、單拱的天蓋，襯以三個半拱形圓頂，並有半圓的玄關談話室及廣闊的雙重柱廊。伊斯克雷清真寺於1548年完成，這個雙重柱廊的建築並不是鄂圖曼建築裡首創的，但這成為了國立清真寺及維奇爾清真寺建築的一個趨勢。魯斯坦帕夏及米赫里馬赫蘇丹娜後來也要求要有雙重柱廊的特徵，用在伊斯坦堡的三所清真寺及泰基爾達的魯斯坦帕夏清真寺。內柱廊通常也有鐘乳石的柱頭，而外柱廊的柱頭則是山形的。
當蘇萊曼一世從巴爾幹的戰場上返回後，得悉其繼承人塞札德·穆罕默德逝世。1543年11月，希南正剛剛開始伊斯克雷清真寺的工程，蘇萊曼又下令希南建造一個以清真寺為主體的建築群，以紀念他的兒子塞札德。塞扎德清真寺的規模比希南的前作更為宏大。一些建築歷史學家認為，塞扎德清真寺是希南的第一個傑作。基於對中央圓穹建築結構的熱愛，希南想構建一所類似迪亞巴克爾（Diyarbakır）的法提帕夏清真寺或哈斯柯伊（Hasköy）的皮里帕夏清真寺，而希南在波斯戰爭時也參觀過這兩座清真寺。希南於是將塞扎德清真寺設計成中央圓穹結構，另輔以四個相約的半拱形結構，上部構造以四支巨大而優雅的八角形凹槽柱子支撐，另有四支嵌入側牆的柱子。在四個角落建有四座高逾樓頂的尖塔，以穩定建築物。這種互相結合的建築構思已與傳統的奧斯曼建築有顯著的區別。後來賽德夫哈爾·穆罕默德阿加沿襲這些凹槽柱子的設計於艾哈邁德蘇丹清真寺。希南後來的作品卻不再使用凹槽柱子。

### 進階時期 （1550年代中至1570年）

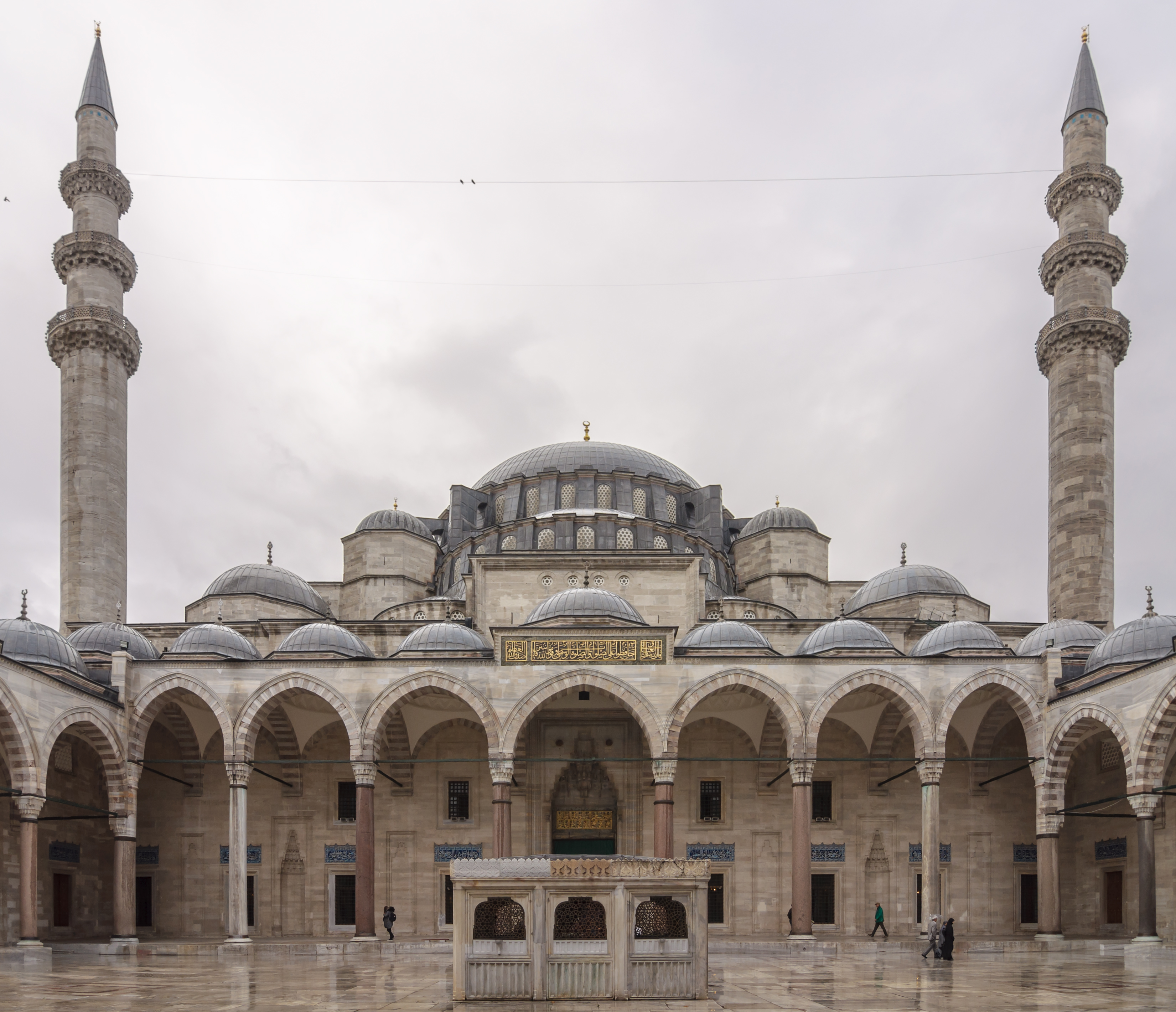
蘇萊曼清真寺

1550年，蘇萊曼一世正處於其權力的巔峰，在為兒子建造了清真寺後，他覺得也是時候替他自己建造一所清真寺。他計劃在金角灣的山坡上建造一所較其他清真寺更為宏大的紀念性清真寺。他在歐洲及中東的戰爭裡累積了大量的財富，故他不需要考慮昂貴的工程費用。他令希南建造蘇萊曼清真寺，並在四周加建四所學校、一所公共廚房、一所醫院、一所收容所、一所土耳其浴場、一所客棧及一所旅館。希南領導他的助手在七年內完成了這項艱難的工程。在蘇萊曼清真寺之前，沒有一所清真寺具有這種半三維屋頂。希南在聖索菲亞大教堂身上取得這種設計靈感。完成了這個創舉後，希南比過往的工程師更為著名。希南必然知道文藝復興時期建築師萊昂·巴蒂斯塔·阿爾伯蒂的理念，他希望能構建完美的教堂，透過建築幾何的嚴謹來達致和諧的效果。與此相比，希南更為著重於簡化，他希望以單一的中央圓穹來覆蓋整個巨大建築。拱型屋頂出自圓形，而圓形是完美的幾何圖形，代表完美的神。
希南正忙於構建蘇萊曼清真寺時，他草擬圖則，並將指令給予其他的工程師。希南卻未必會監督一些地方的建設。
1551年，希南在伊斯坦堡為帕尔加勒·易卜拉欣帕夏建造清真寺及陵墓。
魯斯坦帕夏又委託希南建造多所旅館。1550年，希南在伊斯坦堡加拉達地區建成一所大型旅館。約十年後在埃迪爾內建成另一所旅館，還有埃爾祖魯姆的一所旅館。他又在卡拉代尼兹埃雷利（Karadeniz Ereğli）設計了一所客棧，以及伊斯坦堡的一所學校。
在1553年至1555年間，希南在貝希克塔斯為將軍希南帕夏建造希南帕夏清真寺，這是埃迪爾內育屈謝雷菲里清真寺（Üç Şerefeli Mosque）的縮小版。這再次證明希南曾經透徹地研究過其他建築師的作品，他沿用舊式，卻推敲這些建築物的弱點，並以他自己想出來的辦法解決。1554年，希南沿襲希南帕夏清真寺的模式為卡拉·艾哈邁德帕夏建造清真寺，這是希南建造的第一所六角形清真寺。希南利用六角形的特點將側面的拱形結構換成半拱形結構，以45度的角度置於邊角。希南在後來的索科盧穆罕默德帕夏清真寺及老皇太后清真寺也用上了六角形的設計。
1556年，希南建造许蕾姆苏丹公共浴场，以取代靠近聖索菲亞大教堂、古老的宙克西帕斯浴場（Baths of Zeuxippus），這是希南建造的其中一個最美麗的浴場。
1559年，他在聖索菲亞大教堂的前院外建造加菲拉書院，同年在博斯普魯斯海峽旁為伊斯肯達帕夏建造一座小清真寺，這只不過是他這些年來眾多任務裡的其中一個而已。
1561年，魯斯坦帕夏逝世，希南始建造魯斯坦帕夏清真寺（Rüstem Pasha Mosque），由其遺孀米赫麗瑪蘇丹負責監督，建在塞利米耶清真寺下方。魯斯坦帕夏清真寺的中央部分呈八角形，仿傚聖塞爾吉烏斯和聖巴克烏斯（Saints Sergius and Bacchus）的修道院，在邊角設有四個半拱形結構。同年，希南在塞扎德清真寺的園內建造魯斯坦帕夏的陸墓，以伊茲尼克出產的上好磚頭修飾。米赫里馬赫蘇丹娜在其丈夫死後，也想建造屬她的清真寺。希南在伊斯坦堡山丘的最高處建造米赫里馬赫清真寺。該清真寺以圓頂建築為藍圖，強調其山丘的地處，起初推測建築時間為1540年，但現今大都認為是在1562年至1565年。這是希南其中一個最富想像力的設計，他以新的支撐結構及側面的空間讓窗戶能照射更多的光線入內，中央圓穹高37米，闊20米，由穹隅所支撐，圓穹之下是一個方形的空間，側面有兩間房間，每間房間都有三個圓穹。在方形空間的角落上各有一條巨大的柱子，連接巨大的拱形結構物，在其上有十五個窗戶，使清真寺內洋溢著光線。這種革命性的設計與哥德式建築相似。
在1560年至1566年間，希南在伊斯坦堡為薩伊·馬哈茂德帕夏建造清真寺。希南設計並監督這項工程，但卻把一些部分交給其他人處理，因為這時希南及其助手正開始構建其傑作塞利米耶清真寺。在外面看來，薩伊·馬哈茂德帕夏的清真寺甚高，其東牆有四排的窗戶，這使清真寺看似一座公館或住宅，內裡三間開揚的房間使內景簡潔。這些房間似乎是塞利米耶清真寺的試驗品。

### 大師 （1570年至逝世）

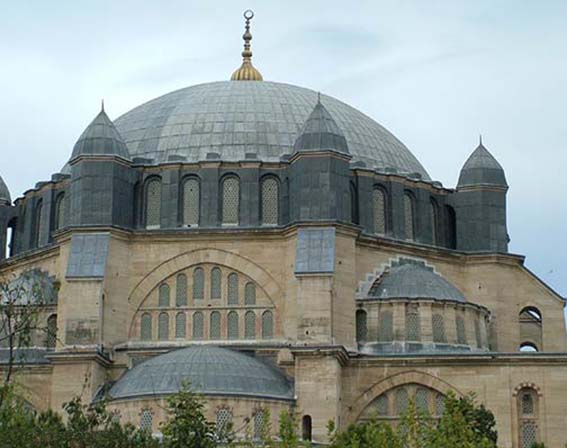
希南在1575所建的塞利米耶清真寺，位於土耳其埃迪爾內

在晚年，希南著重於構造協調統一及莊嚴優雅的內景。為了達到這個目的，希南在設計上著意消除不必要的佔用空間，除了那些支撐中央圓穹的支撐柱，這可見伊斯坦堡的索科卢穆罕默德帕夏清真寺以及埃迪爾內的塞利米耶清真寺。在他的其他作品裡，希南對空間及牆壁的處理在古典奧斯曼建築裡是新穎的。
在希南的自傳裡提到，他的傑作是埃迪爾內的塞利米耶清真寺，打破了傳統奧斯曼建築的局促。塞利米耶清真寺是希南及所有奧斯曼建築的代表作。當塞利米耶清真寺在開始動工的時候，有建築師向希南說：「你不可能建造比聖索菲亞大教堂還要大的圓穹。」這成為希南的動機。塞利米耶清真寺完工後，希南稱這是世上最大的圓穹建築，超越聖索菲亞大教堂。事實上，圓穹高度低於聖索菲亞大教堂，圓穹的直徑略大於聖索菲亞大教堂，如果從地基處量度，塞利米耶清真寺的圓穹較高。塞利米耶清真寺完工時，希南已年逾八十。塞利米耶清真寺終於讓他建造統一圓穹建築的目的成為事實，空間的運用在內景上表現得淋漓盡致。塞利米耶清真寺的圓穹為八角形（31.28米闊、42米高），由八條大理石及花崗岩構成的巨柱支撐，這些巨柱沒有柱頭，但在柱頂卻有突角拱及螺狀支柱，造成了拱體看似由柱子自然延伸效果。撇開側間不提，希南增強了三維效果，幕牆上的大量窗戶使室內更為明亮。半拱結構置於圓穹下方形空間的角落。室內嚴肅莊重的氣氛被消弭，創造了圓穹建築罕見的輕快優雅的效果。禱告殿四角的尖塔是伊斯蘭世界裡最高的尖塔（83米高），以強調清真寺聳直的姿態。
此外，他還設計了大馬士革的塔基亞蘇萊曼尼亞旅館及清真寺，被視為市內其中一個最有名的建築物，如同保加利亞索菲亞的班亞巴什清真寺（Banya Bashi Mosque），依然是市內仍運作的清真寺。他在波斯尼亞和黑塞哥維那東部德里納河上的维舍格勒（Višegrad）建造穆罕默德·帕夏·索科洛维奇桥（Mehmed Paša Sokolović Bridge），是當今的世界遺產。

## 建築
在希南作為帝國建築師的50年間，根據其官方的資料顯示，希南建造及監督了476座建築物（當中196座仍健在）。
- 94所大型清真寺
- 57所學院
- 52所小型清真寺
- 48所浴場
- 35所宮殿
- 22所陸墓
- 20所學校
- 17所公共廚房
- 8座橋樑
- 8所儲物房
- 7所古蘭經學校
- 8條高架渠
- 3所醫院

希南的部分作品：

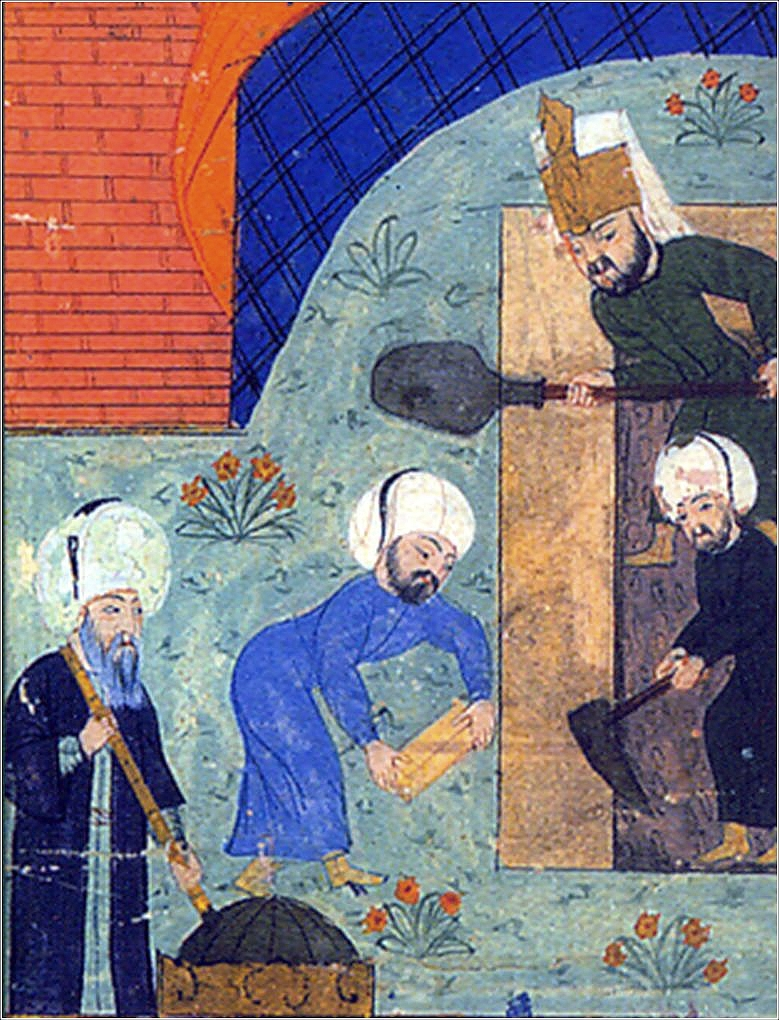
蘇萊曼一世陵墓內的希南（左一）

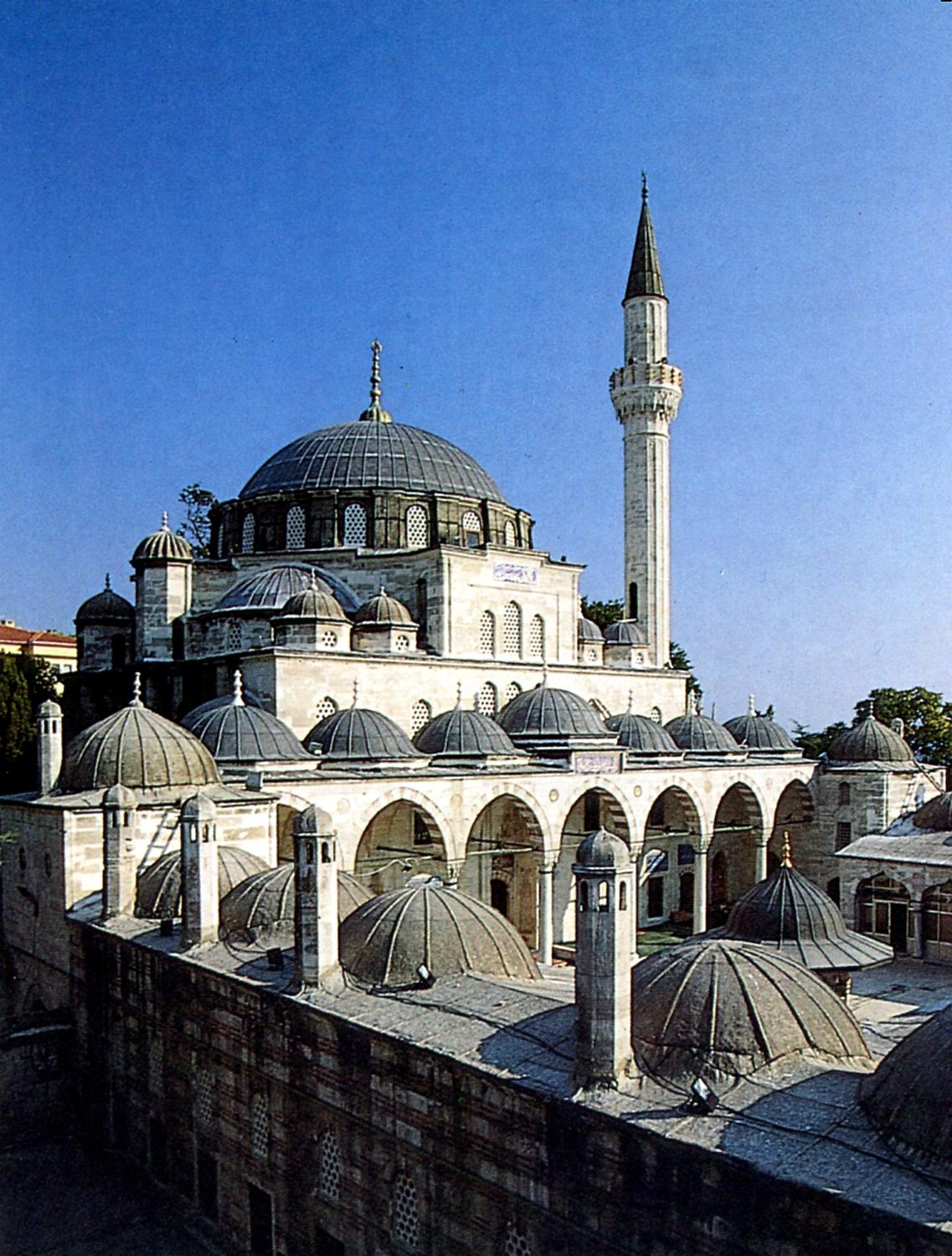
索科盧穆罕默德帕夏清真寺

- 阿札帕卡比索科盧清真寺（Azapkapi Sokullu Mosque）
- 加菲拉書院（Caferağa Medresseh）
- 塞利米耶清真寺
- 蘇萊曼清真寺（Süleymaniye Mosque）
- 奇力克阿里帕夏建築群（Kılıç Ali Pasha Complex）
- 莫拉瑟勒比清真寺（Molla Çelebi Mosque）
- 许蕾姆苏丹公共浴场
- 皮雅利帕夏清真寺（Piyale Pasha Mosque）
- 泽扎德清真寺（Şehzade Mosque）
- 米赫里馬赫清真寺（Mihrimah Mosque）
- 穆罕默德·帕夏·索科洛维奇桥（Mehmed Paša Sokolović Bridge）
- 尼薩茨穆罕默德帕夏清真寺（Nisanci Mehmed Pasha Mosque）
- 魯斯坦帕夏清真寺（Rüstem Pasha Mosque）
- 薩伊馬哈茂德帕夏清真寺（Zal Mahmud Pasha Mosque）
- 索科卢穆罕默德帕夏清真寺（Sokollu Mehmet Pasha Mosque）
- 奧斯曼沙阿清真寺（Osman Shah Mosque）
- 塞利姆蘇丹修道院（Yavuz Sultan Selim Madras）
- 米馬爾希南大橋（Mimar Sinan Bridge）
- 聖母升天堂（Church of the Assumption）
- 提基亞清真寺（Tekkiye Mosque）
- 古斯拉維耶清真寺（Khusruwiyah Mosque）
- 謝姆西帕夏清真寺（Şemsi Pasha Mosque）

## 逝世

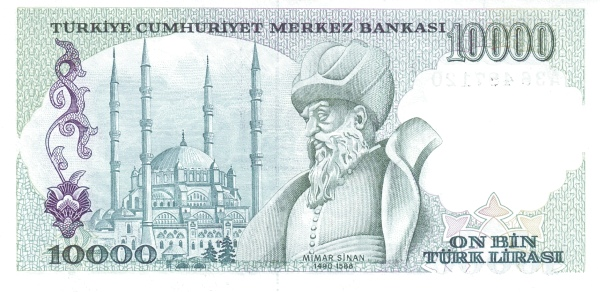
一萬元土耳其里拉鈔票（1982年－1995年）的背面

希南於1588年逝世，葬在他設計的墓穴裡。他的墓地在蘇萊曼清真寺（Süleymaniye Mosque）北面的牆外，那邊的街道名為米馬爾·希南大道。他旁邊葬有蘇萊曼一世及其妻海賽克胡倫。
希南的名字又用於水星的一個撞擊坑，以及伊斯坦堡的米馬爾希南建築藝術大學（Mimar Sinan University of Fine Arts）。
希南的肖像被印在1982年至1995年發行一萬元土耳其里拉鈔票的背面。

## 谷歌商標
2009年4月15日，google.com.tr （页面存档备份，存于）（Google土耳其）為希南特別設計了Google商標，該天是他的520周年誕辰。

### 引用
1. ↑  Oleg Grabar. . BRILL. 1985年: 第124頁. ISBN 9004076115 （英语）.
2. 1 2  Andrew Petersen. . Routledge. 2002年: 第259頁. ISBN 0203203879 （英语）.
3. ↑  Francis Robinson. . Cambridge University Press. 1998年: 第277頁. ISBN 0521669936 （英语）.
4. ↑  Hunt Janin. . McFarland. 2005年: 第119頁. ISBN 0786419547 （英语）.
5. ↑  Icon Group International, Inc. . Icon Group International, Inc. 2008年: 第135頁. ISBN 0546660681 （英语）.
6. ↑  Veronica De Osa. . Vantage Press. 1982年. ISBN 0533046556 （英语）.
7. ↑   (PDF).   [2009-06-19]. （原始内容存档 (PDF)于2020-12-05）.
8. ↑  Giorgio Vasari. . Dent. 1963年: 第122頁 （英语）.
9. ↑  Suraiya Faroqhi. . Cambridge University Press. 1999年: 第164頁. ISBN 0521666481 （英语）.
10. ↑  Howard Crane、Esra Akin. . Brill. 2006年. ISBN 9004141685 （土耳其语）.
11. ↑  Ilka Ruby、Andreas Ruby. . Wiley-Academy. 2004年: 第65頁. ISBN 047086687X （英语）.
12. ↑  A. Afetinan. . Ayyılidız Matbaası. 1968年: 第70頁 （土耳其语）.
13. ↑  Jane Taylor. . Palgrave Macmillan. 1998年: 第150頁. ISBN 1860642497 （英语）.
14. 1 2  William Spencer. . Dushkin Pub. Group. 1988年: 第196頁. ISBN 0879677457 （英语）.
15. ↑  Gülru Necipoğlu、Arben N. Arapi、Reha Günay. . Reaktion. 2005年: 第130頁. ISBN 1861892446 （英语）.
16. 1 2  A history of Ottoman architecture，第199頁
17. ↑  Godfrey Goodwin. . Johns Hopkins Press. 1971年 （英语）.
18. ↑  Rodney S. Quinn. . Trafford Publishing. 2005年: 第292頁. ISBN 1412070546 （英语）.
19. ↑  A history of Ottoman architecture，第478頁
20. ↑  .   [2009-06-19]. （原始内容存档于2011-06-04）.
21. ↑  Allison Lee Palmer. . Scarecrow Press. 2008年: 第250頁. ISBN 0810858215 （英语）.
22. ↑  Doğan Kuban. . Economic and Social History Foundation. 1997年: 第34頁. ISBN 9757306304 （英语）.
23. ↑  
A history of Ottoman architecture，第200頁
24. ↑  Hilary Sumner-Boyd、John Freely. . KPI. 1987年: 第273頁. ISBN 0710302142 （英语）.
25. ↑  Jane Taylor. . Palgrave Macmillan. 1998年: 第156頁. ISBN 1860642497 （英语）.
26. ↑  Rafique Ali Jairazbhoy. . Asia Pub. House. 1972年: 第227頁. ISBN 0210311568 （英语）.
27. ↑  John Freely、Anthony E. Baker. . Redhouse Press. 1993年: 第40頁. ISBN 9754130620 （英语）.
28. ↑  Xavier de Planhol、Nagel Publishers、Paul Wagret. . Nagel. 1988年: 第271頁 （英语）.
29. ↑  Andrew Petersen. . Routledge. 2002年: 第259頁. ISBN 0203203879 （英语）.
30. ↑  Wojciech Pietraszkiewicz、Czeslaw Szymczak. . Taylor & Francis. 2005年: 第606頁. ISBN 0415383900 （英语）.
31. ↑  Dictionary of Islamic Architecture，第221頁
32. ↑  Donald Langmead、Christine Garnaut. . ABC-CLIO. 2001年: 第322頁. ISBN 157607112X （英语）.
33. ↑  Josef W. Meri、Jere L. Bacharach. . Taylor & Francis. 2006年: 第717頁. ISBN 0415966922 （英语）.
34. ↑  Medieval Islamic Civilization: An Encyclopedia，第751頁
35. ↑  John Freely. . Viking. 1996年: 第364頁. ISBN 0670859729 （英语）.
36. ↑  Doğan Kuban、Çelen Birkan、Göktekin Atasagun. . Vakıf İnşaat Restorasyon Yayınları. 1990年: 第6頁 （英语）.
37. ↑  John Freely、Anthony Glyn、Susan Glyn. . Companion Guides. 2000年: 第291頁. ISBN 1900639319 （英语）.
38. ↑  Francis Robinson、Ira M. Lapidus. . Cambridge University Press. 1998年: 第227頁. ISBN 0521669936 （英语）.
39. ↑  Laurence Kelly. . Constable. 1987年: 第184頁. ISBN 0094677301 （英语）.
40. ↑  A history of Ottoman architecture，第254頁
41. ↑  José Pereira. . Books & Books. 1994年: 第251頁. ISBN 8185016372 （英语）.
42. 1 2  Ilka Ruby、Andreas Ruby. . Wiley-Academy. 2004年: 第69頁. ISBN 047086687X （英语）. |issue=被忽略 (帮助)
43. ↑  Paul Greenway. . Lonely Planet. 2002年: 第98頁. ISBN 1864501480 （英语）.
44. ↑  . World Heritage.   [2009-06-25]. （原始内容存档于2017-12-27） （英语）.
45. ↑  Jane Turner. . Grove's Dictionaries. 1996年. ISBN 1884446000 （英语）.
46. ↑  Icon Group International, Inc. . Icon Group International, Inc. 2008年: 第252頁. ISBN 0546664253 （英语）.
47. ↑  Central Bank of the Republic of Turkey （页面存档备份，存于）. Banknote Museum: 7. Emission Group - Ten Thousand Turkish Lira - I. Series 的存檔，存档日期2009-07-29., II. Series 的存檔，存档日期2009-07-29., III. Series 的存檔，存档日期2009-07-29. & IV. Series 的存檔，存档日期2009-07-29.. – Retrieved on 20 April 2009.
48. ↑  Google Logos.

## 外部連結
- Mimar Sinan founder of this Foundation - with a picture of his last will and proof of his original name （土耳其語）
- Pictures of the city of Edirne, with many pictures of the Selimiye Mosque （页面存档备份，存于）
- Pictures of some 30 mosques by Sinan in Istanbul （页面存档备份，存于）
- A map and a short guide for Sinan's works in Istanbul （土耳其語）
- Photos of some Sinan mosques in Istanbul
- Map of some Sinan mosques in Istanbul
- Master Builder of the 16th Century Ottoman Mosque （页面存档备份，存于）
- Mimar Sinan Bridge in Büyükçekmece
- The Ottoman architect who linked East and West （页面存档备份，存于）
- Peerless Turkish architect claimed to be headless in tomb
- Mimar Sinan's life and works （页面存档备份，存于） （土耳其語）